# Джимбаран
Джимбара́н (индон. Jimbaran) — поселение (индон. kelurahan) в южной части индонезийского острова Бали. Площадь поселения — 20,5 км², население — 23 205 человек.
Район Джимбарана является одной из наиболее популярных курортно-туристических зон острова Бали, а также одним из основных центров рыболовства на острове.

## Географическое положение
Находится в северной и северо-восточной частях полуострова Букит, представляющего собой южную оконечность острова Бали. Площадь поселения Джимбаран — 20,5 км². Его основной жилой массив находится примерно в 12 км к югу от Денпасара — административного центра и наиболее крупного города Бали, и в 5 км к югу от балийского международного аэропорта Нгурах-Рай.
Название «Джимбаран» традиционно применяется не только в отношении собственно поселения, но и в отношении прилегающего к нему с севера и с юга достаточно большого участка прибрежной территории (в западных источниках часто фигурирует как Джимбаран-бич — англ. Jimbaran Beach). Омывающий побережье залив известен как Бухта Джимбаран (индон. Teluk Jimbaran, англ. Jimbaran Bay).

## История
Точная дата основания Джимбарана не установлена, однако имеются достоверные сведения о непрерывном существовании поселения под этим названием по крайней мере в течение шести-семи веков. В частности, Джимбаран фигурирует в балийских хрониках XV века: сохранившиеся тексты позволяют сделать вывод о его основании либо существенном расширении за несколько десятилетий до составления хроники, в период нахождения южной части Бали под влиянием империи Маджапахит.
Ко второй половине XVII века здесь существовали не только жилые и хозяйственные постройки, но и по крайней мере один крупный индуистский храмовый комплекс. Известно, что в 1677 году местный правитель предоставил на территории Джимбарана убежище одному из своих соседей, покинувшему своё княжество в результате внутреннего конфликта вместе со своими сторонниками, число которых составляло около 1200 человек.
В последующем Джимбаран входил в территорию княжества Намбанган (балийск. Nambangan), которое в конце XVIII века, после серии территориальных приращений, было переименовано в Бадунг. Именно эта часть Бали стала районом наиболее ожесточенного сопротивления нидерландским колонизаторам в ходе их военного вторжения на острова в 1906 году. В южной части Денпасара, в непосредственной близости к Джимбарану, произошёл финальный и наиболее драматичный эпизод этого конфликта — пупутан, ритуальное самоубийство на поле боя, совершённое правителем Бадунга И Густи Маде Агунгом (балийск. I Gusti Ngurah Made Agung) и десятками его приближённых.
По хозяйственному укладу Джимбаран изначально был типичной балийской рыбацкой деревней. Первое появление в этой части острова туристов из Нидерландов и некоторых других стран относится к 1920-м годам. В период до Второй Мировой войны здесь на долгий срок поселялись отдельные представители европейской и американской творческой интеллигенции.
Развитие туризма в Джимбаране, как и на Бали в целом, было надолго прервано японской оккупацией Нидерландской Ост-Индии в 1942—1945 годах, последовавшей за этим многолетней борьбой Индонезии за независимость и длительным охлаждением отношенний страны в период президентства Сукарно. Возрождение туристического интереса к этой местности произошло только в 1970-е годы: с этого времени началось активное развитие здесь соответствующей инфраструктуры.

## Административная принадлежность, население
Поселение Джимбаран входит в состав района Южный Кута, который, в свою очередь, относится к округу Бадунг провинции Бали. По состоянию на 2008 год его население составляет 23 205 человек, из которых 11 871 — мужчины и 11 334 — женщины, всего 5 556 семей. Бо́льшая часть жилых кварталов расположена на некотором отдалении от моря вдоль дороги, соединяющей Джимбаран с главными автотранспортными магистралями острова.
Абсолютное большинство населения — балийцы. Как и в других районах острова преобладающей религией является индуизм. Жителями сформировано 12 традиционных общин — «банджа́р-ада́т» (балийск. banjar adat). Крупнейшим индуистским святилищем поселения является храм Улу́н-Си́ви (балийск. Pura Ulun Siwi), построенный в XVIII веке, который представляет собой не только действующее культовое сооружение, но и важнейшую туристическую достопримечательность поселения.

## Экономика
Рыболовство, традиционно служившее основой местного хозяйства, в целом сохраняет существенное значение для Джимбарана и в начале XXI века: значительная часть местного населения занята промыслом рыбы и морепродуктов в прилегающей акватории. Однако по мере развития в этой части Бали туризма именно он стал ключевым фактором, определяющим экономическое и социальное развитие поселения. Уже к началу 1990-х годов Джимбаран стал одним из самых популярных мест среди посещающих остров иностранцев и жителей других регионов Индонезии — этому благоприятствовали как природные, так и инфраструктурные условия, в частности, близость поселения к аэропорту Нгурах-Рай и Денпасару, а также многим историко-культурным достопримечательностям Бали. Характерно, что именно развитие туризма обусловило востребованность местного рыболовного промысла: если ранее уловы джимбаранских рыбаков в основном продавались в другие районы южного Бали, то теперь большая их часть реализуется на месте, в многочисленных точках общественного питания.
В результате активное развитие здесь получила соответствующая курортно-туристическая инфраструктура: в Джимбаране сосредоточено большое количество гостиниц (в том числе высокого класса), ресторанов, торговых и развлекательных комплексов. Эта местность пользуется широкой популярностью прежде всего среди любителей морского отдыха, в том числе сноркелинга и дайвинга.
Серьёзный удар по местной индустрии туризма нанесли террористические акты, совершённые здесь 1 октября 2005 года — боевиками исламистской группировки Джемаа Исламия в Джимбаране были взорваны два кафе, практически одновременно ещё один подрыв был произведён в нескольких километрах к северу от посёлка, в городке Кута (общее число погибших составило 26 человек, раненых — более 100 человек). В последующем, после серии успешных контртеррористических мер, предпринятых индонезийскими властями и по мере общей стабилизации обстановки в стране в целом и на Бали в частности, приток туристов восстановился в полном объёме.